# Michael Ward (alpiniste)
Pour les articles homonymes, voir Michael Ward.
Pas d'image ? Cliquez ici
Michael Phelps Ward (1925-2005) est un médecin et alpiniste britannique, principalement connu pour sa participation à l'expédition victorieuse à l'Everest en 1953, ainsi que pour la première ascension de l'Ama Dablam en 1961.

## Biographie
Fils d'un fonctionnaire du Civil Service britannique en Malaisie, il a fait sa scolarité en Angleterre, notamment au Marlborough College où son housemaster est Edwin Kempson qui avait participé aux expéditions britanniques à l'Everest de 1935 et 1936. Il fait sa première course en montagne à 14 ans avec l'ascension avec un guide du Wetterhorn, et commence l'escalade en Angleterre . Il fait ses études de médecine à Cambridge puis au Royal London Hospital, et reprend réellement l'alpinisme après la Seconde Guerre mondiale avec W. H. Murray et John Barford. Ils dévissent de 200 m à la descente du col de Coste-Rouge dans le massif des Écrins, Barford étant tué et ses compagnons blessés.

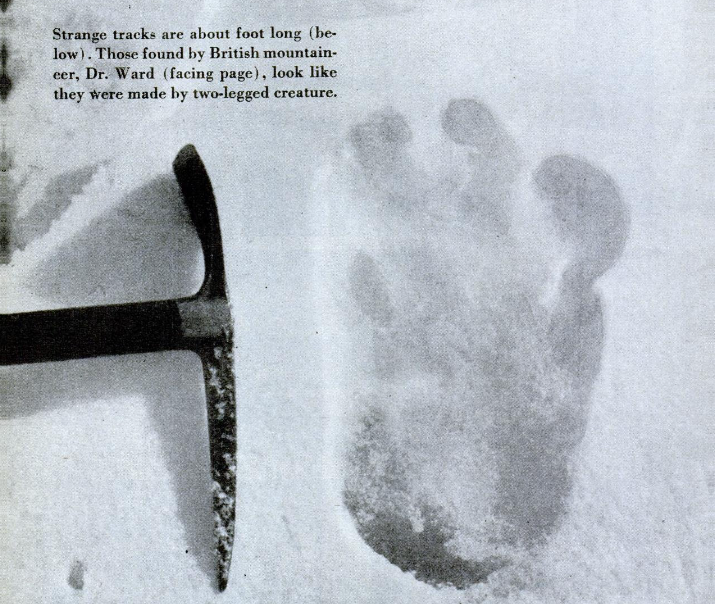
Trace attribuée au Yéti

Vers 1950, Ward commence à s'intéresser à l'alpinisme dans les pays lointains et notamment au Népal qui vient de s'ouvrir aux Occidentaux. L'Everest n'avait jusqu'ici été tenté que par le versant nord tibétain, mais Ward découvre à la Royal Geographical Society des photos et une carte qui encouragent une expédition de reconnaissance par le versant sud népalais. En 1951 une expédition financée par Royal Geographical Society et l'Alpine Club est menée par Eric Shipton avec Michael Ward, William Henry Murray, Tom Bourdillon et deux Néozélandais, Edmund Hillary et Earle Riddiford, au cours de laquelle ils découvrent une voie possible par la cascade de glace du Khumbu, la combe ouest (en) et le col Sud. C'est aussi au cours de cette expédition que Shipton, accompagné de Ward, prend les célèbres photos de traces de pas dans la neige qui seront attribuées au yéti. Il contribue à faire prendre conscience que l'ascension de l'Everest est autant un problème de physiologie que d'alpinisme.
En 1953, il est sélectionné comme médecin pour l'expédition britannique à l'Everest dirigée par John Hunt. Il contribue également à la réussite de l'ascension, jusque sur la face sud du Lhotse, mais John Hunt s'oppose à ce qu'il monte jusqu'au col Sud pour le préserver en cas d'urgence médicale.

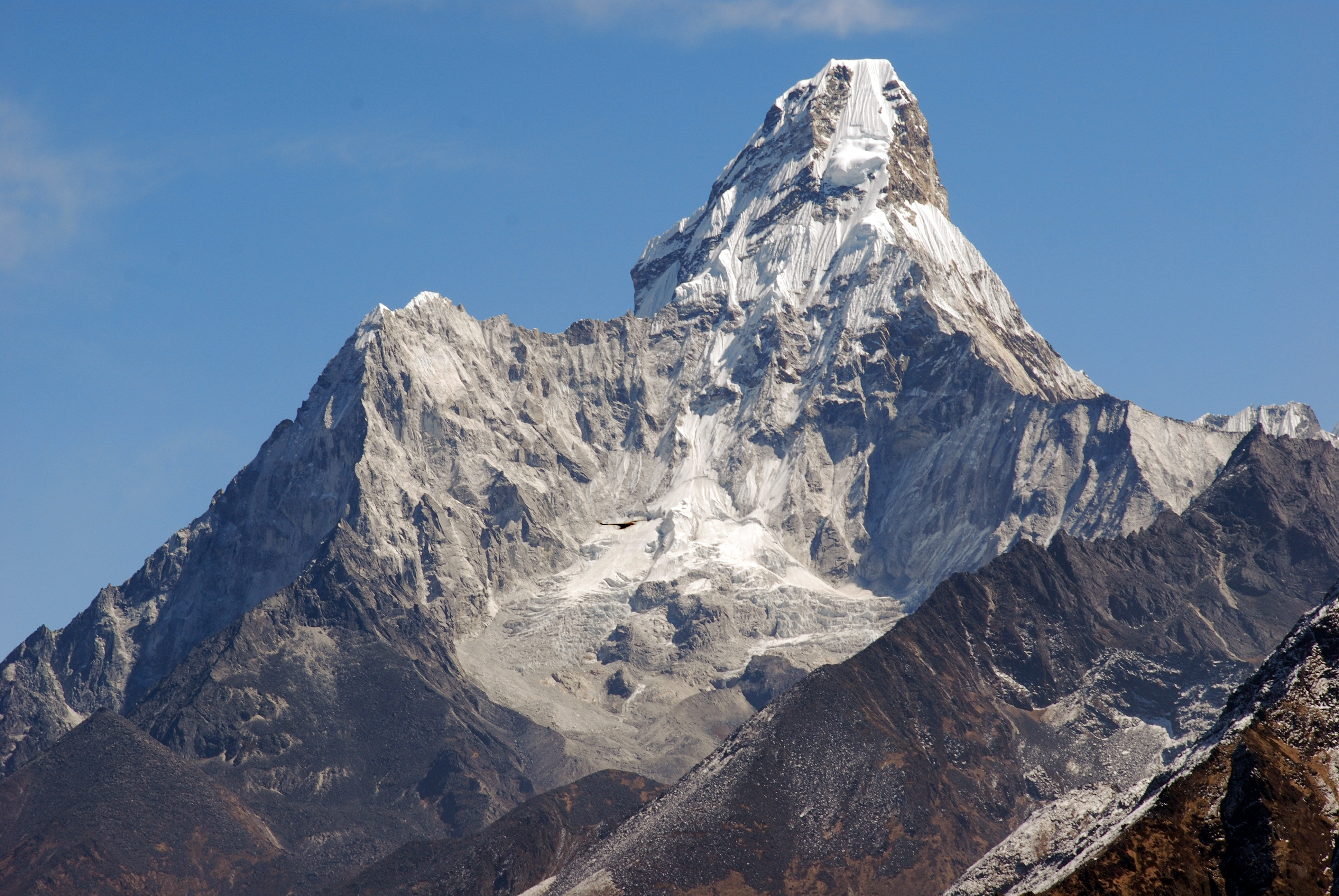
L'Ama Dablam.

En 1960-1961, il participe avec son collègue Griffith Pugh à l'expédition scientifique et alpine de la Silver hut (« Cabane d'argent ») menée par Edmund Hillary. Ils étudient à 5 800 m sur le glacier Mingbo au Khumbu, les effets d'un séjour de plusieurs mois en altitude sur la physiologie. Ils poursuivent également la recherche du Yéti et construisent une école pour les Sherpas. Le 13 mars 1961, Michael Ward réussit la première ascension du difficile Ama Dablam (6 812 m) avec Barry Bishop, Mike Gill et Wally Romanes. Cette ascension « en avance sur son temps » n'est répétée que 20 ans plus tard. En revanche, au printemps 1961 une tentative d'ascension du Makalu échoue à 8 300 m.

## Ouvrages
- Michael Ward, In this Short Span: A Mountaineering Memoir, Gollancz, 1972
- Michael Ward, Mountain Medicine: A Clinical Study of Cold and High Altitude, Crosby Lockwood Staples, 1975
- Michael Ward, Everest: A Thousand Years of Exploration : a Record of Mountaineering, Geographical Exploration, Medical Research and Mapping, Ernest Press, 2003
- Michael Ward, Les mystères de l'Everest, Glénat, Éditions du Mont-Blanc, 2013

## Articles
- (en) Michael Ward, « Bhutan Himal », Alpine Journal,‎ 1965, p. 106-119 (lire en ligne)
- (en) Michael Ward, « Bhutan Himal : Some further observations », Alpine Journal,‎ 1966, p. 281-284 (lire en ligne)
- (en) Michael Ward, « Some geographical and medical observations in North Bhutan », The Geographical journal, 1966, vol. 132, no 4, p. 491-506 (JSTOR:1792528)
- (en) Michael Ward, « The Eastern Himalaya - An Introduction », Alpine Journal,‎ 1985, p. 10-17 (lire en ligne)
- Michael Ward, The Exploration of the Nepalese Side of Everest, Alpine Journal, pages 213–221, 1992.
- (en) Michael Ward, « Exploration of the Bhutan Himalaya », Alpine Journal,‎ 1997, p. 219-229 (lire en ligne)
- Michael Ward, « Everest 1953, first ascent: A clinical record ». High Alt Med Biol 2003, n° 44, p. 27-37.